# Saint-Denis-de-Pile

Saint-Denis-de-Pile este o comună în departamentul Gironde din sud-vestul Franței. În 2009 avea o populație de 5.042 de locuitori.

## Evoluția populației
| An        | 1975  | 1982  | 1990  | 1999  | 2006  | 2009  |
| --------- | ----- | ----- | ----- | ----- | ----- | ----- |
| Populație | 2.807 | 3.204 | 3.909 | 4.089 | 4.743 | 5.042 |